# Манос, Джордж
Джордж Спирос Манос (англ. George Spyros Manos; 10 марта 1928, Гринсборо, штат Северная Каролина — 28 октября 2013, Нейплс, штат Флорида) — американский пианист и дирижёр.
Родился в семье греков-иммигрантов. Начал учиться музыке в Вашингтоне у Дэйзи Фикеншер (1886—1959), затем учился в Консерватории Пибоди у Остина Конради (фортепиано), Генри Коуэлла (композиция и контрапункт), Клары Ашерфельд (1874—1963) и Николая Набокова (история музыки), Айвора Джонса (дирижирование).
В 1948 г. был призван на армейскую службу в качестве пианиста оркестра морской пехоты США. В 1949 г. был приглашён президентом США Гарри Трумэном на должность личного пианиста и работал в этом качестве до окончания президентского срока Трумэна в 1953 г. Затем стал пианистом Национального симфонического оркестра.
Основатель (1971) и музыкальный руководитель (до 1978 г.) Баховского фестиваля в Килкенни (Ирландия), получавшего в ирландской прессе и довольно резкие отзывы. В 1985—2004 гг. директор музыкальных программ Национальной галереи искусства в Вашингтоне, руководитель действовавшего при галерее оркестра.